# اولاف (دیزنی)
اولاف یک آدم‌برفی داستانی در فیلم پویانمایی منجمد محصول استودیوی انیمیشن والت دیزنی در سال ۲۰۱۳ است. صداپیشگی این شخصیت را جش گد بر عهده داشت.
الاف به عنوان آدم‌برفی‌ای که آنا و السا نخستین بار در کودکی با هم می‌سازند، نشانهٔ عشق معصومانه و شادی دو خواهر در زمانی که کوچک بودند و هنوز از یکدیگر جدا نشده بودند، است. او فقط بامزه نیست، او نقش بزرگی در نمایش عشق در برابر ترس دارد.
در پایان داستان که تابستان دوباره به جریان می‌افتد، اولاف شروع به ذوب شدن در گرمای تابستان می‌کند با این حال از این که رویایش را تجربه می‌کند خوشحال است. السا به اولاف یک تکّه ابر کوچک و سرد می‌دهد که در طی تابستان بالای سر او بماند و او را خنک نگه دارد...